# 白いアンブレラ/ラッキー・ガールに花束を
「白いアンブレラ ⁄ ラッキー・ガールに花束を」（しろいアンブレラ ラッキー・ガールにはなたばを）は、2005年10月26日に発売された山下達郎通算42作目のシングル。

## 解説
「白いアンブレラ」「ラッキー・ガールに花束を」両曲共アルバム『SONORITE』収録曲、ホンダ・ライフのCMソング採用を受けシングル化。「ラッキー・ガールに花束を」はシングル「忘れないで」に続き2度目のシングル・カット。珍しく、同じ曲が別シングルのカップリング曲に再度選ばれた。
「白いアンブレラ」は元々“なんちゃってバカラック”が仮題だった。山下は「こういう小品はね、比較的書きやすいし好きな曲調なんだけど、意外にも今までトライしたことなかった。リズム・パターンはバカラック風だけど、コード進行はバカラックというよりは普通のスタンダードかな。40年代によくあった感じ」という。また、タイトルについては「何色の傘にしようかなって思って、銀座の街中のイメージだったんです。石畳のイメージなんだけど、これもイリュージョンの世界ですね。僕の歌詞はそういうのが多いです。本当は実在したかは解らない、幻影とかね、そういう主人公が多いです」という。
「ラッキー・ガールに花束を」はもともとNHKアニメ劇場「アガサ・クリスティーの名探偵ポワロとマープル」オープニングテーマ曲として書き下ろされた作品。山下は「NHKからオファーが何故か来て、オープニングとエンディング両方って。でもなかなか良いアニメで、僕向きでした。アガサ・クリスティーも結構読んでいたし。最近はなかなか良い番組が来てくれるのでラッキーですよ。<フェニックス>とかもそうだけど番組は良質でうれしい」と答えている。当初、この曲は自身のドラムで昔どおりにやろうと思ったが、意図した感じにならなかったのでリズム・マシンにしたという。
カップリングにはタイトル・トラックの両曲同様、以前山下が手掛けたホンダ・クイント インテグラCFイメージソング「風の回廊（コリドー）」のライブ・ヴァージョンが、コンサート・ツアー“PERFORMANCE '98-'99”のライブ音源で収録されている。

## 収録曲
| - - ℗2005 WARNER MUSIC JAPAN INC., A WARNER MUSIC GROUP - COMPANY. ALL RIGHTS RESERVED. UNAUTHORIZED DUPLICATION - IS A VIOLATION OF APPLICABLE LAWS. MADE IN JAPAN. 全作詞・作曲: 山下達郎。 | |          |            |      |
| # | タイトル | 作詞     | 作曲・編曲 | 時間 |
| 1. | 「白いアンブレラ」(HONDA LIFE CMソング)                                                                                      | 山下達郎 | 山下達郎   | 3:13 |
| 2. | 「ラッキー・ガールに花束を」(HONDA LIFE DIVA CMソング、「アガサ・クリスティーの名探偵ポワロとマープル」オープニングテーマ曲) | 山下達郎 | 山下達郎   | 4:19 |
| 3. | 「風の回廊 (Live Version)」                                                                                                  | 山下達郎 | 山下達郎   | 4:23 |
| 4. | 「白いアンブレラ (Original Karaoke)」                                                                                        | 山下達郎 | 山下達郎   | 3:13 |
| 5. | 「ラッキー・ガールに花束を (Original Karaoke)」                                                                              | 山下達郎 | 山下達郎   | 4:19 |

## クレジット

### 白いアンブレラ
| Words & Music by 山下達郎      |
| ©2005 by SMILE PUBLISHERS INC. |
|                                |
| Horn Arranged by 服部克久      |
|                                |

| 山下達郎   | - Lead Vocal, Computer Programming, - Drums, Electric Guitar, - Acoustic Guitar, Keyboards, - Percussion & Background Vocals |
| 難波弘之   | Synth-Vibe |
| 数原晋     | Trumpet & Flugelhorn |
| 横山均     | Trumpet |
| 佐藤洋樹   | Trombone |
| 堂本雅樹   | Bass Trombone |
| 平原まこと | - Soprano Sax, Alto Sax, Tenor Sax, - Clarinet & Flute                                                                       |
| 近藤淳     | Baritone Sax & Flute |
| 藤田乙比古 | French Horn |
| 今井仁志   | French Horn |
| 髙橋英世   | Flute & Piccolo |
| 岩佐和弘   | Flute & Piccolo |
| 橋本茂昭   | Computer Programming & Synthesizer Operation                                                                                 |

### ラッキー・ガールに花束を
| Words & Music by 山下達郎                                                |
| - ©2004 by JAPAN BROADCAST PUBLISHING CO.,LTD. & - SMILE PUBLISHERS INC. |
|                                                                          |

| 山下達郎 | - Lead Vocal, Computer Programming, Acoustic Guitar, - Keyboards, Percussion & Background Vocals |
| 難波弘之 | Acoustic Piano                                                                                   |
| 佐橋佳幸 | Electric Guitar                                                                                  |
| 橋本茂昭 | - Computer Programming & Synthesizer - Operation                                                 |

### 風の回廊（コリドー） (Live Version)
| Words & Music by 山下達郎      |
| ©1985 by SMILE PUBLISHERS INC. |
|                                |

| 山下達郎   | Lead Vocal & Acoustic Guitar                                 |
| 青山純     | Drums                                                        |
| 伊藤広規   | Electric Bass                                                |
| 佐橋佳幸   | Electric Guitar & Background Vocal                           |
| 難波弘之   | Electric Piano, Acoustic Piano, Keyboards & Background Vocal |
| 重実徹     | Synthesizer                                                  |
| 土岐英史   | Soprano Sax                                                  |
| 国分友里恵 | Background Vocal                                             |
| 佐々木久美 | Background Vocal                                             |
| 三谷泰弘   | Background Vocal                                             |

|                                                  |
| Live at 大阪フェスティバル・ホール 1999年2月11日 |

## リリース日一覧
| 地域 | タイトル                                  | リリース日     | レーベル                  | 規格           | 品番       | 備考           |
| ---- | ----------------------------------------- | -------------- | ------------------------- | -------------- | ---------- | -------------- |
| 日本 | 忘れないで ⁄ ラッキー・ガールに花束を     | 2004年8月4日   | MOON / WARNER MUSIC JAPAN | 12cmCDシングル | WPCL-70017 | 帯は被せ帯仕様 |
| 日本 | 白いアンブレラ ⁄ ラッキー・ガールに花束を | 2005年10月26日 | MOON / WARNER MUSIC JAPAN | 12cmCDシングル | WPCL-10242 |                |

## 収録アルバム
| # | タイトル | リリース日    | レーベル                  | 規格 | 品番       | 備考                                                 |
| - | -------- | ------------- | ------------------------- | ---- | ---------- | ---------------------------------------------------- |
| 1 | SONORITE | 2005年9月14日 | MOON / WARNER MUSIC JAPAN | CD   | WPCL-10228 | 「白いアンブレラ」「ラッキー・ガールに花束を」を収録 |